# 한덕수
한덕수(韓悳洙, 1949년 6월 18일~)는 대한민국의 관료이자 정치인으로, 제38·48대 대한민국 국무총리 등을 역임했다. 본관은 청주이며 전북 전주 출신이다.

## 생애와 경력
1949년 6월 18일 전라북도 전주에서 태어나 경기고등학교를 졸업했다. 1970년 서울대학교 상대 경제학과 재학 중 제8회 행정고등고시에 합격하고, 1971년 졸업 시 대법원장상을 수상했다. 1970년 12월 8일 관세청 가격조사담당관실 사무관이 되었가 1971년 5월 27일에 논산 육군훈련소 제29연대에 입대하고 1971년 5월 27일부터 1974년 3월 28일까지 현역병으로 복무, 육군 병장으로 전역했다. 전역한 뒤 1974년 4월부터 1974년 6월까지 관세청 감시국 심리과 사무관에 재직하고 1974년 6월 경제기획원 예산국 예산총괄과 사무관에 채용되었다.
1977년에 하버드대학교 대학원에 가서 1979년에 경제학 석사학위를 취득했다. 이후 1979년 7월 경제기획원 경제협력국 경협총괄과 사무관, 1980년 9월에 경제기획원 정책조정국 조정3과장 및 행정서기관, 1981년 7월 경제기획원 정책조정국 조정2과장에 재직하고, 1981년 11월 한국은행에 파견됬다가 1982년 부처간 교류 때 상공부로 자리를 옮겼다. 1982년 2월 상공부 통상진흥국 미주통상과장으로 재직하다 휴직계를 내고 1982년에서 1984년까지 하버드대학교 대학원 경제학 박사학위를 취득했다.
귀국 후 다시 상공부에서 상공부 통상진흥국 아주통상과장(1984년 7월), 상공부 산업정책관실 산업정책담당관(1984년 12월), 상공부 산업정책국 산업정책과장(1985년 7월), 상공부 기계공업국 수송기계과장(1987년 2월), 상공부 중소기업국 국장 및 행정부이사관(1989년 1월), 상공부 산업정책국장 및 이사관(1990년 4월), 상공부 전자정보공업국장(1993년 1월)을 맡았다. 1990년 산업정책국장 당시 '공업발전법'을 만들기도 하였다.
김영삼의 문민정부가 들어서 1993년 4월부터 1994년 5월까지 대통령비서실 경제비서국 통상산업비서관으로 파견되었고 1994년 5월부터 1994년 12월까지 상공자원부 기획관리실장 및 관리관, 1994년 12월부터 1996년 12월까지 통상산업부 통상무역실장을 지냈다.

## 정치 경력
1996년 12월부터 1997년 3월 제11대 특허청장, 1997년 3월 제4대 통상산업부 차관을 거쳐 1998년 3월부터 2001년 2월까지 제1대 외교통상부 통상교섭본부 본부장을 역임했다. 또, 2001년 2월부터 2001년 11월까지 OECD 대표부 대사, 2001년 11월부터 2002년 1월까지 대통령비서실 정책기획수석비서관이 였으며 2002년 1월 대통령비서실 경제수석 비서관에 임명되었다. 하지만 2002년 7월 22일 중국의 한국산 휴대폰 수입규제와 한국의 중국산 마늘 입규제를 맞바꿔 완화하기로 한-중 마늘 협상 파문으로 인해 경질되었다. 경질된 후 김앤장 법률사무소 고문(2002년 11월~2003년 7월), 제15대 산업연구원장(2003년 7월~2004년 2월), 제8대 국무총리실 국무조정실장(2004년 2월~2005년 3월), 제5대 경제부총리 겸 재정경제부 장관(2005년 3월~2006년 리(2006년 3월~2006년 4월), 한미FTA체결지원위원회 위원장(2006년 8월~2007년 3월), FTA국내대책위원회 위원장(2006년 8월~2008년 2월으로 재직했다.

### 제38대 국무총리
2007년 4월부터 2008년 2월까지 노무현 정부의 제38대 국무총리를, 2009년 2월부터 2012년 2월까지 이명박 정부의 주미 대사를 역임했다.

### 제48대 국무총리
2022년 5월 윤석열 정부에서 제48대 국무총리로 기용되었다. 2024년 12월 14일에 국회가 윤석열 대통령 탄핵소추안을 가결함에 따라 대통령 권한대행을 맡았다. 2024년 12월 27일부로 국회에서 탄핵안이 가결되면서 현재 직무가 정지되었다. 이후 2025년 3월 23일, 대한민국 헌법재판소가 탄핵을 최종 기각함에 따라 직무에 복귀했다.

#### 탄핵소추
국회가 추천한 헌법재판소 헌법재판관 3명을 임명하지 않고 윤석열과 김건희에 대한 특별검사 법안을 공포하는 것을 거부하자 국회에 의해 탄핵소추되었다. 
이에 대해 헌법에서 '대통령이 궐위(자리가 빔)되거나 사고로 인하여 직무를 수행할 수 없을 때에는 국무총리, 법률이 정한 국무위원의 순서로 그 권한을 대행한다.'고 정하고 있어 "파면되기 전에는 직무정지되었을 뿐 대통령이 궐위가 되거나 사고가 아니어서 대통령 권한을 행사하지 않았다"거나 "권한대행으로서 재의 요구권이라는 권한을 행사했다"고 주장했고
심판결과, 권한대행 탄핵의 의결정족수는 대통령 탄핵 기준인 200명이 아닌 본래의 신분인 국무총리의 탄핵 기준인 151명을 준용함이 타당하며 국회 몫 헌법재판소 재판관 임명을 거부한 것은 '헌법상 구체적 작위의무'가 있었기에 헌법 위반이지만 국민의 신임을 배반한 경우에 해당한다고 단정할 수 없어 파면할 정도는 되지 못한다고 선고되었다.

### 21대 대선

#### 5월 1일 이전 - 21대 대선 출마설
2025년 4월 14일, 국민의힘 일각에서 그에 대한 21대 대선 출마설이 거론되자 그는 '국무위원들과 함께 저에게 부여된 마지막 소명을 다하겠다'라고 말하였다. 그러나 4월 28일 뉴시스의 단독 보도에 따르면 한 대행 측 핵심관계자가 뉴시스에 '한덕수 권한대행이 다음달 1일(5월 1일) 사퇴한 뒤 다음날인 2일 대선 출마를 선언할 것으로 안다'며 '경제와 통합, 안심을 기조로 캠프를 꾸리고 있다'고 밝혔다.

#### 5월 1일  - 21대 대선 출마 선언
2025년 5월 1일 오후 4시 정부서울청사에서 그는 대국민 담화를 통해 “저는 이제 대통령 권한대행 국무총리의 직을 내려놓는다”고 밝혔다. 그는 5월 1일 자정까지 총리직을 수행하고 2일 0시부로 물러난다. 이로인해 6월 3일 21대 대선으로 6월 4일 새 대통령이 취임하기 전까지 33일 동안 대통령 권한대행과 국무총리의 직무는 2024년 12월 27일부터 2025년 3월 24일까지 한덕수 탄핵소추로 인해 대통령 권한을 대행했던 최상목 부총리 겸 기획재정부 장관이 대신한다. 그러나 최상목 부총리 겸 기획재정부 장관이 5월 1일 의원면직을 하여 이주호 사회부총리 겸 교육부 장관이 대통령 권한대행을 맡게 되었다.

#### 5월 6일 - 김문수·한덕수 단일화에 대한 당지도부·김문수 갈등
국민의힘 지도부인 권영세 비상대책위원장은 김문수에게 한덕수와의 반드시 단일화를 이뤄내야 하고 단일화가 어떻게든 후보 등록일인 5월 11일까지는 완료돼야 한다고 강조했다. 이처럼 국민의힘 지도부가 김문수에게 김문수와 한덕수의 단일화를 압박하자 5월 6일 그는 정당한 대통령 후보인 자신을 강제로 끌어내리려고 한다며 경선 후보로서 일정을 지금 시점부터 중단하겠다고 아시아태평양경제협력체(APEC) 회의장인 경북 경주시 경주화백컨벤션센터을 찾아 밝혔다.

#### 5월 7일
오후 6시 서울 종로구의 한 식당에서 김문수가 한덕수 대선 후보를 만나 '김문수-한덕수 단일화'에 대해 1시간 20여분 동안 논의하였지만 성과 없이 끝났다. 조금 후 김문수는 자신의 SNS로 내일 만나자는 뜻을 밝혔다. 이에 한덕수 측은 기존 일정을 조정해 내일 김 후보를 만날 것이라고 화답했다. 이날 김문수와 한덕수의 회동 이후 권성동 국힘 원내대표는 김문수에게 단일화를 압박하기 위해 단식농성을 시작하겠다고 선언했다.
또, 예정된 국힘 당원 긴급 여론조사가 이날 실시되어, 오전 9시부터 오후 9시까지 총 2회에 걸쳐 자동응답조사(ARS) 방식으로 3차 경선 선거인단과 동일한 75만 8851명을 설문하였다. 설문 결과 응답자 중 82.82%가 ‘단일화가 필요하다’고 답했다.

#### 5월 8일
오후 4시 30분 경 서울 국회의사당 사랑재 인근 야외 테이블에서 단일화를 위한 2차 회동이 있었으나 1시간 동안 단일화에 전진없이 결렬되었다. 이 회동은 텔레비전와 유튜브로 생중계되었다. 한덕수는 통상과 외교 등 국제 현안의 긴박함을 거론하며, 김문수 후보의 단일화 연기 제안에 대해 사실상 단일화 의지가 없는 것으로 보인다고 비판했다. 또, 그는 오늘 저녁이나 내일 아침이라도 단일화를 하자고 밀어붙였다. 이에 김문수는 '기탁금을 1억원씩 내고, 한번 통과하면 또 1억 내는, 이러한 과정을 통해 여기에 있는 것이다. 갑작스럽게 등장해 단일화를 강요하는 것은 부당하다'고 반박했다. 이어 그는 정당한 절차를 밟은 자신에게 일방적으로 책임을 묻는 것은 납득하기 어렵다고 덧붙였다.
회동 후반부에 김문수가 당 지도부(권영세, 권성동 등)가 한덕수를 지원하는 것 아니냐고 말하자, 한덕수는 자신은 당 지도부와 어떠한 논의도 한 적이 없고 의원들의 전화조차 받지 않는다고 주장했다. 그러면서 김문수가 마치 자신과 당이 사전 조율해 단일화를 추진하는 것처럼 말하는 것은 당에 대한 해가 되는 행위라고 분연해하였다. 이어 김문수가 "자기(=한덕수)는 입당도 안 한 상태에서…"라고 하자, 한덕수는 '자기'라는 표현은 비하같다며 또 불연해 하였다.

#### 5월 9일
김문수 후보 캠프가 오후 출입기자단 대상 공지를 통해 홍준표를 중앙선대위 상임선대위원장으로 임명한다고 말했다. “홍 전 시장은 오는 10일 출국해 미국에 머물 계획을 바꿔 김 후보의 선거 승리를 위해 상임선대위원장을 수락하겠다고 말했다”는 것이 캠프 관계자의 설명이었다. 그러나 이는 홍준표와 전화를 한 중앙일보의 단독보도로 '거짓말'임이 밝혀졌다.
김문수는 9일 의원들의 요청을 받아 국회에서 열린 의원총회에 참석했다. 4월 3일 대선 후보로 선출된 이후 첫번쨰 의총 참석이었다. 김문수가 권영세 비상대책위원장과 권성동 원내대표의 에스코트를 받고, 의총장에서 의원들의 환영을 받으며 권성동으로부터 꽃다발을 받으며 좋은 분위기로 시작하였다. 김문수는 모두발언 전 팔로 머리 위에 큰 하트를 만들기도 하였다. 그러나 밑과같은 모두발언에서 "당 지도부는 현재까지도 저 김문수를 끌어내리고, 무소속 후보를 우리당의 대통령 후보로 만들기 위해 온갖 불법·부당한 수단을 동원하고 있습니다"고 말하며 당 지도부를 비판했다. 이에 이어 권영세가 "대단히 실망스럽다. 의원들이 기대한 것과 완전히 동떨어졌다. 지도자라면, 큰 지도자가 되려는 사람이라면 자기 자신을 버릴 줄도 알아야 한다”고 발언하며 의총장을 퇴장했다. 김문수도 다른 의원들이 지른 고성의 만류를 뚫고 퇴장하였다.
과거 국민의힘 당 지도부는 김문수와 무소속 한덕수 예비후보 사이의 단일화 가능성을 염두에 두고 전국위원회를 8일 또는 9일, 전당대회를 10일 또는 11일 소집한다는 공고를 냈었다. 이에 김문수가 해당 전당대회 개최를 금지해 달라는 가처분 신청과 대선 후보자 지위를 인정해달라고 가처분 신청을 냈지만 서울남부지법 민사합의51부(권성수 수석부장판사)가 받아들이지 않고 기각하였다.
오후 8시 30분 국회에서 시작된 김문수-한덕수 협상은 '역선택 방지 조항'에서 이견을 보이면서 약 20분 만에 중단되었다. 국민의힘 경선 룰인 '당원 50%+국민여론조사 50%'를 제안했으나 김문수 측이 '국민여론조사 100%'를 주장했다고 한덕수 측이 설명했다.  국민의힘은 의원총회를 열어, 단일화 협상이 결렬될 경우 비상대책위원회(권영세, 권성동 등)에 후보 교체 권한을 맡기기로 결정했다. 이에 따라 당 지도부는 자정까지 협상 결과를 지켜본 뒤, 협상이 최종적으로 무산되면 선거관리위원회와 비대위를 통해 즉시 후보 교체 논의에 들어갈 방침이다. 이날 국회 본청에서 열린 의총에는 총 64명의 의원이 참석했으며, 이 가운데 62명이 비대위에 해당 권한을 위임하는 데 찬성표를 던졌다. 전체 4번째 회동이자 금일 2차 협상이 밤 10시 30분경부터 국회 본청에서 이양수 사무총장 주재로 비공개 진행했지만 금일 1차 때와 같이 '역선택 방지 조항'에서 입장차를 좁히지 못하면서 협상은 오후 11시 6분쯤 결렬됐고, 김 후보 측은 내일 오전 후보 등록에 나서겠다고 밝혔다.

#### 5월 10일 - 김문수 후보 기습 교체 사건, 강제 교체 안건 부결
새벽 1시쯤 국민의힘에서 김문수를 선출 취소하고 한덕수 입당 및 후보등록를 진행한다는 속보가 나왔다. 국민의힘은 홈페이지 공지를 통해 당헌 제74조의2 및 대통령후보자선출규정 제29조 등에 따라 김문수 후보의 선출이 취소되었다고 공고했다. 이후 새벽 2시쯤 국민의힘 홈페이지 공지에 대통령 후보자 선거 후보자 등록 신청 공고가 게시되었다. 이 공지에는 제출 기간은 당일 새벽 3시부터 새벽 4시까지 총 1시간으로, 32종의 서류를 국회 본관 228호로 현장 제출하라고 공고하여 사실상 날치기가 발생하였다. 국민의힘 지도부(권영세, 권성동 등)가 당헌 제74조의 2 특례 규정의 내용 '상당한 사유가 있는 때에는 대선후보 선출에 관한 사항을 비상대책위원회의 의결로 정할 수 있다'에서 후보 등록 전 단일화를 요구한 당원의 의견이 87%에 달한 것이 '상당한 사유'라고 봤다는 것이다.
이에 배현진 의원은 경선을 통해 최종 선출된 후보를 모두 잠든 새벽에 기습 취소시키고 새벽 3시~4시, 단 1시간 만에 저 어마무시한 양의 서류들을 준비해 새 후보로 등록하라는 말도 안 되는 상황이라고 설명했다. 또, 박정훈 의원은 후보 신청 시간을 새벽 3시부터 4시까지 1시간으로 제한한 건 누가 봐도 미리 준비하고 있던 한덕수를 위한 규정이며 오전 9시부터 오후 5시까지로 신청시간이 규정돼 있는 당규 위반이라고 지적했다.
오전 3시 20분쯤 한덕수가 국민의힘에 입당했다.
국민의힘은 재선출된 후보에 대한 찬반을 당원에게 물어 과반이 찬성할 경우 통과되는 전당원투표를 10일에 하고, 이후에는 비상대책위원회가 다시 열려 결과를 확인, 11일 전국위원회에서 전국위원 과반의 동의를 받아 후보 교체를 완료하겠다는 계획이다. 이는 전날 의원총회에서 단일화가 무산될 경우 비대위에 후보 교체 권한을 위임하기로 의결한 데 따른 것이다.
국민의힘 대변인 신동욱은 오전 10시부터 진행중인 전 당원 투표 ARS에서 재선출 반대가 더 높으면 김문수 후보가 그대로 유지되는 것이라고 밝혔다.
김문수는 오전 9시 40분 쯤 서울 여의도 선거캠프에서 기자회견(영상)을 열어 김문수 후보 기습 교체 사건이 불법적이고 부당하며 즉시 법적, 정치적 조치에 착수할 것이라고 밝혔다. 기자회견 이후 중앙당사에 마련된 대통령후보실에 앉아 캠프관계자들과 대책회의를 했다. 또, 오후 12시 35분쯤 국민의힘 대선 후보 선출취소 효력정지 가처분을 서울남부지법에 제출해 서울남부지법 민사합의 51부는 이날 오후 5시에 심문한다.
그러나 5월 10일 새벽 1시쯤 오전 10시부터 오후 9시까지 진행한 전 당원 대상 ARS조사에서 '한덕수로 후보 변경' 안건이 부결되어 '국힘 당지도부와 김문수의 갈등', '김문수-한덕수 단일화' 협상 모두 끝나게 되었다.

## 비판 및 논란

### '대통령 몫' 헌법재판관 지명
헌법 제111조 ②헌법재판소는 법관의 자격을 가진 9인의 재판관으로 구성하며, 재판관은 대통령이 임명한다. ③제2항의 재판관중 3인은 국회에서 선출하는 자를, 3인은 대법원장이 지명하는 자를 임명한다. ④헌법재판소의 장은 국회의 동의를 얻어 재판관 중에서 대통령이 임명한다.

헌법재판소가 대통령 파면 결정하고 4일이 지난 2025년 4월 8일   한덕수 대통령 권한대행은 그동안 임명을 보류해 왔던 국회가 추천한 마은혁 헌법재판관과 대법원장 제청과 국회 동의 과정을 거친 마용주 대법관을 임명했다.

이와 함께 4월 18일 퇴임하는 문형배, 이미선 헌법재판관 후임으로 이완규 법제처장과 함상훈 서울고등법원 부장판사를 국회 동의가 필요없는 헌법재판관에 지명했다.
이에 대해 일부 헌법학자 등은 대통령 권한대행이 헌법재판관을 지명한 것에 대해 "대통령 몫 헌법재판관 후보자 지명은 권한대행이 할 수 없는 월권적·위헌적 행위"라고 비판하였다. 특히 지명된 이완규에 대해 "12.3 내란 직후 '안가회동'에 참석하는 등 내란에 아주 직접적 공범 일 가능성이 아주 큰 인물이라는 점에서 문제"라는 지적이 있으나 해당 인물이 법률상 헌법재판관 결격 사유가 없고 그렇다고 형사 입건된 바도 없는데 의심만으로 공무담임권을 제한할 수 없으며 무엇보다 헌법에서 "대통령이 궐위된 때 국무총리가 대통령의 권한을 대행한다"고 정하고 있고 '헌법재판관 임명은 대통령의 권한'이라는 점에서 파면으로 궐위된 대통령의 권한을 대행하는 국무총리가 헌법재판관을 임명하는 것이 헌법에 위반될 수 없다.
물론 박근혜 대통령 탄핵소추된 이후 대통령 권한대행이었던 황교안 전 국무총리가 '박근혜 대통령 파면'이 결정되었을 때 헌법재판관을 임명하지 않고 차기 대통령에게 임명권을 넘겼다고 하지만 '국회 몫','대통령 몫'이라는 표현 자체가 헌법에 맞지 않고 헌법재판관은 대통령이 임명한다.

국회에서 2025년 4월 15일 국민의힘 의원이 출석하지 않은 가운데 더불어민주당이 주도하여 운영위원회 전체회의를 열고 본회의에 회부한 ‘헌법재판소 재판관 이완규, 함상훈 지명 철회 촉구 결의안’에서 "불법 계엄 동조자로서 헌법에 명문(60일 이내 새 대통령 선출)된 시한부 권한대행으로 공정한 선거관리에 매진하고 선출될 대통령에 권한을 이양하여야 한다."며 "대통령 권한대행이 헌법학계의 지배적 관습, 선례로 확인되는 헌법적 관습을 무시한다"고 하면서 권한쟁의 청구서와 함께 제출하여 재석 국회의원 168명 전원 찬성으로 처리하였다. 결의안에서 "국회의 인사청문회 권한을 침해하였다"고 하지만 국회 인사 청문회법은 임명 동의가 대상인 공직자를 대상으로 한다. 같은 날 10시, 김정환 변호사가 헌법소원 심판 청구를 하면서 신청한 헌법재판관 지명 효력 정지 가처분 신청 사건(2025헌사399)에 대하여 헌법재판소가 재판관 평의를 열고 '대통령 몫 헌법재판관 후보자 지명이 위헌'인지에 대해 논의하였고 2025년 4월 16일 헌법재판관 만장일치로 인용 결정을 했다.
이미 한덕수를 탄핵소추한 바가 있는 국회가 국무총리라는 대통령 권한대행이 대통령 권한인 헌법재판관 임명권 행사를 방해하였지만 국회의원은 면책 특권, 헌법재판관은 검사가 행사하는 불기소 처분권으로 보호받았지만 국가공무원의 불법행위에 대한 국가배상 소송은 가능하다.
김정환 변호사가 "내가 싫어하는 사람이 임명하는 사람이 재판하면 헌법소원 청구권이 침해된다"고 주장하지만 헌법재판관 임명을 하지 않는 그 기간에 헌법소원 사건을 접수하는 국민의 권리는 고려하지 않은 채 헌법을 위반한 정치적 판단으로 종결되었다.

### 광주 사태 표현 논란
2025년 5월 3일 한덕수는 광주의 아픔에 충분히 공감하고 있다고 말하는 과정에서 "저는 뭐라고 얘기해도 "5·18 광주사태"에 대한 그 충격과 아픔은 광주에 계셨던 분들이 가장 아팠을 거라고 저는 생각합니다."라고 발언하였다가 광주사태라는 표현에 관한 논란이 있었다.
흔히 '광주 폭동'이라 하면 나쁘게 보는데 문학적으로 흔히 사용되는 관용적 표현으로 '들불같이 아래로부터 들고 일어난다'는 시위를 떠올릴 수 있는 영어 단어 up + risng의 한국어가 폭동이다. 광주민주화운동 관련 기록물 영문판에서 사용되는 단어로 엄밀히 따지면 '정당방위를 인정받은 무장 폭동'이 정확한 표현이다. 
반면, 사태는 '일이 되어 가는 형편이나 상황. 또는 벌어진 일의 상태'를 의미하는 가치 중립적 표현으로 1980년 언론이 광주사태라고 보도한 것을 떠올려서 트라우마가 생긴 나머지 부정적 의미라는 선입관으로 바라보기 때문인 것으로 추정된다.

### 대중교통 관련
2023년 8월 31일 국회 예산결산특별위원회 종합정책질의에서 한덕수 국무총리는 택시요금에 대해 "택시요금 기본요금 1천원쯤 되지 않냐…시내버스는 한 2천원"라고 답했다.

### 대기업 감세 주장
한덕수는 “민간이 할 수 있는 부분은 민간에 넘기고 정부는 민간을 지원하자는 생각을 갖고 있다”며 “최근 임대아파트에 대한 수요가 좋지 않다. 수요를 늘려야 하고 동시에 수요(가 줄어들었기) 때문에 (예산도) 줄일 수밖에 없는 상황”이라고 말하며, 대기업 감세를 주장했다.

## 약력

### 학력
- 1961년 서울재동국민학교 졸업
- 1964년 경기중학교 졸업
- 1967년 경기고등학교 졸업
- 1971년 서울대학교 상과대학 경제학 학사
- 1979년 하버드 대학교 대학원 경제학 석사
- 1984년 하버드 대학교 대학원 경제학 박사

### 경력
- 1970년: 제8회 행정고등고시 합격
- 1970년 12월 8일: 관세청 가격조사담당관실 사무관
- 1971년 5월 27일: 논산 육군훈련소 제29연대에 입대[1]
- 1971년 5월 27일~1974년 3월 28일: 현역병 복무, 육군 병장 전역
- 1974년 4월 ~ 1974년 6월 : 관세청 감시국 심리과 사무관
- 1974년 6월 경제기획원 예산국 예산총괄과 사무관
- 부총리 겸 경제기획원 장관 비서관
- 경제기획원 경제협력2과 사무관
- 1976년 5월 11일 ~ 5월 23일: 제1차 구미경협사절단 단원
- 1977년 3월 11일 ~ 3월 31일: 제9차 IECOK 회의 대표단 단원
- 1977년 ~ 1979년: 하버드대학교 대학원 경제학 석사[3]
- 1979년 7월: 경제기획원 경제협력국 경협총괄과 사무관
- 1980년 9월: 경제기획원 정책조정국 조정3과장, 행정서기관
- 1981년 7월: 경제기획원 정책조정국 조정2과장
- 1981년 11월: 한국은행 파견
- 1982년 2월: 상공부 본부 근무
- 1982년 2월: 상공부 통상진흥국 미주통상과장
- 1982년 ~ 1984년: 하버드대학교 대학원 경제학 박사[3]
- 1984년 7월: 상공부 통상진흥국 아주통상과장
- 1984년 12월: 상공부 산업정책관실 산업정책담당관
- 1985년 7월: 상공부 산업정책국 산업정책과장
- 1987년 2월: 상공부 기계공업국 수송기계과장
- 1989년 1월: 상공부 중소기업국 국장, 행정부이사관
- 1990년 4월: 상공부 산업정책국장, 이사관
- 1993년 1월: 상공부 전자정보공업국장
- 1993년 4월~1994년 5월: 대통령비서실 경제비서국 통상산업비서관
- 1994년 5월~1994년 12월: 상공자원부 기획관리실장, 관리관
- 1994년 12월~1996년 12월: 통상산업부 통상무역실장
- 1996년 12월~1997년 3월: 제11대 특허청장
- 1997년 3월~1998년 3월: 제4대 통상산업부 차관
- 1998년 3월~2001년 2월: 제1대 외교통상부 통상교섭본부 본부장
- 1999년 12월: 제3차 세계무역기구(WTO) 각료회의 대한민국 대표단 수석대표
- 2001년 2월~2001년 11월: OECD 대표부 대사
- 2001년 11월~2002년 1월: 대통령비서실 정책기획수석비서관
- 2002년 1월~2002년 7월: 대통령비서실 경제수석비서관
- 2002년 11월~2003년 7월: 김앤장 법률사무소 고문
- 2003년 7월~2004년 2월: 제15대 산업연구원장
- 2004년 2월~2005년 3월: 제8대 국무총리실 국무조정실장(장관급)
- 2005년 3월~2006년 7월: 제5대 경제부총리 겸 재정경제부 장관
- 2006년 3월~2006년 4월: 국무총리 직무대리
- 2006년 8월~2007년 3월: 한미FTA체결지원위원회 위원장
- 2006년 8월~2008년 2월: FTA국내대책위원회 위원장
- 2007년 4월~2008년 2월: 제38대 국무총리
- 2009년 2월~2012년 2월: 주미국 대한민국 대사
- 2012년 2월~2015년 2월: 제28대 한국무역협회 회장
- 2012년 5월~2012년 12월: 녹색기후기금 민간유치위원회 위원장
- 2015년 6월: 청소년적십자 사업후원회 고문
- 2015년 11월~2017년 12월: 제3대 기후변화센터 이사장
- 2016년 5월~2016년 12월: 청주세계무예마스터십 조직위원회 공동위원장
- 2016년 10월~2018년 12월: 지속가능전력정책연합 의장
- 2017년 6월: 대법관후보추천위원회 위원장
- 2017년 12월~2022년 3월: 김앤장 법률사무소 고문
- 2018년3월~2020년 2월: 사단법인 서울국제포럼 영산외교인상 위원장
- 2020년 3월~2022년 4월: 사단법인 서울국제포럼 이사
- 2021년 3월~2022년 3월: 에쓰오일 사외이사
- 2022년 5월 21일~2025년 5월 1일: 제48대 국무총리
- 2022년 9월~2025년 5월 1일: 국가데이터정책위원회 위원장
- 국가지식재산위원회 공동위원장
- 2030 부산세계박람회 유치위원회 공동위원장
- 기후변화센터 고문
- 2024년 12월 14일~2024년 12월 27일: 대한민국 대통령 권한대행
- 2025년 3월 24일~2025년 5월 1일: 대한민국 대통령 권한대행
- 2025년 5월 10일: 제21대 대통령 선거 무소속 예비후보 겸 국민의힘 입당 및 제21대 대통령 선거 국민의힘 대통령 재경선 후보(낙선)

## 수상 경력
- 서울대학교 졸업자 대법원장상(1971년 2월 26일)
- 밴 플리트상(2012년)
- 경기고등학교 동문회, 2012년도 자랑스러운 경기인 상(2013년 1월)

### 수훈
- 홍조근정훈장(1992년 12월 31일), 우수 공무원 표창
- 황조근정훈장(2003년 2월 3일)
- 칠레 대십자 공로장(2007년 6월 29일)
- 청조근정훈장(2012년 6월 30일)
- 국민훈장 무궁화장(2013년 2월 13일), 경제위기 극복 유공

## 소속 정당
| 소속 정당 | 소속 정당 | 소속 기간 | 비고           |
| --------- | --------- | --------- | -------------- |
|           | 무소속    | 2025      | 정계 입문      |
|           | 국민의힘  | 2025~현재 | 입당 정계 은퇴 |

## 같이 보기
- 대한민국의 특허청장
- 대한민국의 산업통상자원부 차관
- 대한민국의 대통령비서실 수석비서관
- 대한민국의 국무조정실장
- 대한민국의 기획재정부 장관
- 대한민국의 경제부총리
- 대한민국의 국무총리
- 주미대사
- 대한민국의 대통령 권한대행

## 가족
- 할아버지: 한규철(韓圭哲, 1867년 ~ 1922년 8월 28일), 대한제국 때 중추원 의관 역임
- 할머니(전처): 황주 변씨(1867년 ~ 1886년 12월 26일)
- 할머니(후처): 경주 이씨(1870년 ~ 1930년 6월 14일)
  - 큰아버지: 한태호(韓台鎬), 한기호(韓璣鎬)
  - 아버지: 한병호(韓炳鎬, 1907년 ~ 1982년 4월 28일)
    - 어머니: 전주 최씨 최다복(1913년 12월 27일 ~ 1994년 8월 14일)
      - 형제자매: 형 4명, 남동생 1명, 자매 3명
      - 배우자: 최아영(1948년 ~ , 화가), 최현식의 딸